# Crni mačak (nagrada)
Crni mačak je novinarska rock nagrada koja se dodjeljivala u razdoblju od 1998. – 2004.
Nagrada je nastala u ožujku 1998. kao reakcija hrvatske rock grupacije na preveliku estradizaciju naše glazbene scene. U početku se trebala zvati "Ponor", ali ipak dobiva ovo ime. S vremenom, Crni mačak, stekao je veliku popularnost i značaj, te postao suparnik Porinu. Tijekom godina, dodjele su održane u Varaždinu, Osijeku, Zagrebu i drugim hrvatskim gradovima.
Organizator Crnog mačka, Pavao Podolski, otkazao je 2004. godine dodjelu koja se trebala održati u Rijeci, pa je Crni mačak nestao s glazbene scene, prema mnogima uspješno zamijenjen novijom Zlatnom Kooglom.